# 馬德哈布爾烏帕齊拉
馬德哈布爾乌帕齐拉是孟加拉国霍比甘傑縣的一个乌帕齐拉，位於錫爾赫特专区的霍比甘傑縣。。

## 人口
據1991年孟加拉國人口普查，馬德哈布爾共有戶數44,053戶，人口250069人。其中男性佔比50.72%，女性佔比49.28%；成年人口122,903人。該地7歲以上人口之平均識字率為23.9%，低於全國平均值（32.4%）。